# 桂べかこ
桂 べかこ（かつら べかこ）は、上方落語の名跡。3代目が南光を襲名してからは、空き名跡となっている。
べかことは大阪弁であっかんべーの意。
- 初代桂米歌子 - 後の3代目桂米團治。
- 2代目桂べかこ - 本項にて記述。
- 3代目桂べかこ - 後の3代目桂南光。

2代目桂 べかこ（かつら べかこ、生没年不詳）は、落語家。
1947年7月に4代目桂米團治に入門。最初は漢字の表記だったが子役だったこともあり、ひらがなの「べかこ」とした。すぐに廃業。本名: 横田 弘。浪曲の都家三勝の息子。

## 逸話
2代目桂枝雀に名乗る予定があった。